# 畦美女蛤
畦美女蛤（学名：Circe sulcata），是帘蛤目帘蛤科美女蛤属的一种。主要分布于中国大陆、台湾，常栖息在潮间带至水深20米的砂质海底。